# Tuzköy
Tuzköy là một thị trấn ở miền trung Thổ Nhĩ Kỳ (Cappadocia) thuộc huyện Nevsehir Gülşehir với khoảng 1.300 cư dân.
Làng này cùng với làng Karain gần đó nổi tiếng vì có tỷ lệ dân cư bị ung thư cao, ung thư biểu mô (lên đến 1000 lần so với bình thường). Sự xuất hiện của bệnh ung thư khác hiếm gặp, thường ở những người liên quan đến đứng tiếp xúc với khoáng chất amiăng nhất định, tuy nhiên, người ta đã chứng minh chứng ung thư ở Tuzkoy gây ra bởi một loại khoáng sản nhóm zeolite, erionite.
Muối mỏ tại đây đã được khai thác và thu hút người từ địa phương khác đến đây làm việc vào thập niên 1960.
Người ta đã lên kế hoạch di dời dân làng này và chôn vùi khu vực này dưới lớp đất dày 4 mét để tránh lây lan bụi độc hại gây ung thư.